# کریستینا یاکوبوسکا
کریستینا یاکوبوسکا (انگلیسی: Krystyna Jakubowska؛ زادهٔ ۱۵ دسامبر ۱۹۴۲) بازیکن والیبال اهل لهستان است.
از باشگاه‌هایی که در آن بازی کرده‌است می‌توان به باشگاه فوتبال لگیا ورشو اشاره کرد.